# 斯通福特縣區 (伊利諾伊州威廉森縣)
斯通福特縣區（英語：Precincts (United States)）是位於美國伊利諾伊州威廉森縣的一個縣區。

## 地方資料
根據2010年美國人口普查的數據，斯通福特縣區的面積為94.40平方千米，當中陸地面積為91.85平方千米，而水域面積為2.54平方千米。當地共有人口1138人，而人口密度為每平方千米12.06人。